# كورتني براون (لاعب كرة قدم أمريكية)
كورتني براون (بالإنجليزية: Courtney Brown)‏ هو لاعب كرة قدم أمريكية أمريكي، ولد في 14 فبراير 1978 في تشارلستون في الولايات المتحدة.

## وصلات خارجية
- كورتني براون على موقع مرجع كرة القدم المحترفة.كوم (الإنجليزية)